# نخود شنی (سرده)
نُخود شِنی یا نیام زنگی (نام علمی: Crotalaria) سرده‌ای (جنسی) از گیاهان بوته‌ای و خشبی از تیرهٔ باقلاییان است.
بیش از ۶۰۰ گونه از نخود شنی در جهان شناسایی شده‌است که بیشترشان از سرزمین‌های گرمسیری هستند. دست کم ۵۰۰ گونه آن از آفریقاست.
برخی گونه‌های نخود شنی را به عنوان گیاه تزئینی می‌رویانند.
سردهٔ نخود شنی در ایران دو گونه بوته‌ای و خشبی به نام‌ها نخود شنی (Crotalaria persica) و نخود شنی مکرانی (Crotalaria burhia) دارد که معمولاً بر روی شن‌های کرانه‌ای استان‌های هرمزگان و سیستان و بلوچستان می‌رویند. این دو گونه در پاکستان و هندوستان نیز دیده می‌شوند.